# MadC
MadC (née Claudia Walde en 1980 à Bautzen) est une artiste du graffiti allemand.

## Biographie
MadC commence son parcours artistique en tant que graffeuse à l'époque de son adolescence. Elle a étudié à l'université de Halle d'art et de design Burg Giebichenstein et à Londres au Central Saint Martins College ; elle en est ressorti avec un master en conception graphique. MadC est également l'auteur de deux livres traitant du street art et du graffiti Sticker City – Paper Graffiti Art (2007) et Street Fonts - Graffiti Alphabets From Around The World (2011), tous deux publiés sous sa véritable identité.
Une de ces œuvres majeures, qui lui a permis d'être reconnu internationalement en 2010, est le mur connu comme étant le 700-Wall : ce mur de 639 m2, malgré son nom, s'étend le long d'une ligne ferroviaire entre Berlin et Halle. Cette fresque est très certainement la plus grande réalisée à ce jour par une seule personne[réf. nécessaire], et elle est réalisée sur une période de 4 mois,,.
En France, MadC est représentée par la Galerie Brugier-Rigail. En novembre 2015, elle y réalise sa première exposition personnelle.

## Expositions
- 2011 : MadABC - Pure Evil Gallery, Londres, Grande-Bretagne
- 2011 : Between the Lines - La Grille Gallery, Yverdon, Suisse
- 2012 : Paper Party - Galerie Le Feuvre, Paris, France
- 2012 : Team Rex - Red Gallery, London, Grande-Bretagne
- 2012 : Layers - 44 309 Galerie, Dortmund, Allemagne
- 2012 : Over the edge - 1AM Gallery, San Francisco, États-Unis
- 2013 : Urban Contemporary Art - Galerie Le Feuvre, Paris, France
- 2013 : Billboard Painters - Galleri NB, Viborg, Danemark
- 2013 : Innovative Art - Reutov Museum, Reutov, Russie
- 2014 : First Taste - Wallworks New York, New York City, États-Unis
- 2014 : Reflections - Kolly Gallery, Zürich, Suisse
- 2015 : Bits and Pieces, Wallworks New York, New York City, États-Unis
- 2015 : Night and Day, 44 309 Street Art Gallery, Dortmund, Allemagne
- 2016 : Kaleidoscope, Kolly Gallery, Zurich, Suisse
- 2017 : Radius, Urban Nation, Berlin, Allemagne
- 2017 : Urban Art Biennale, Völklinger Hütte, Sarrebruck, Allemagne
- 2017 : For The Love of Freedom, Art and Museum Centre Sinkka, Finlande[4]
- 2018 : Daydreaming, 44 309 Street Art Gallery, Dortmund, Allemagne
- 2018 : Rakkaudesta vapauteen, Oulu Museum of Art, Oulu, Finlande[5]
- 2019 : Dialog, Brenners Park-Hotel, Baden-Baden, Allemagne[6]
- 2019 : Conquête Urbaine, Musée des Beaux Arts Calais, France[7]